# Бирн, Клэр
Клэр Бирн (англ. Claire Byrne; 11 августа 1975, Маунтрат, Ленстер, Ирландия) — ирландская журналистка и телеведущая. 

## Биография и карьера
Она начала свою журналистскую карьеру в 1998 году, а в 2004 году она получила премию «Irish Film & Television Awards» в номинации «ТВ-личность года».
В 2003—2006 годы Клэр была замужем за Ричардом Джонсоном. С 24 июня 2016 года Бирн замужем во второй раз за бизнес-консультантом «Microsoft» Джерри Сколланом, с которым она встречалась 5 лет до их свадьбы. У супругов есть трое детей: сын Патрик Сколлан (род. 25.10.2013) и две дочери — Джейн Сколлан (род. 04.10.2014) и Эмма Сколлан (род. 12.07.2017).